# Tebennotoma bouceki
Tebennotoma bouceki är en stekelart som beskrevs av Sergey A. Belokobylskij 2000. Tebennotoma bouceki ingår i släktet Tebennotoma och familjen bracksteklar. Inga underarter finns listade i Catalogue of Life.